# Neuseeländische Fußballnationalmannschaft/Weltmeisterschaften
Der Artikel beinhaltet eine ausführliche Darstellung der neuseeländischen Fußballnationalmannschaft bei Fußball-Weltmeisterschaften. Neuseeland nahm zweimal an Weltmeisterschaften teil, schied dabei aber jeweils in der ersten Runde aus. In der ewigen Tabelle liegt Neuseeland als beste Mannschaft, die noch kein WM-Spiel gewonnen hat, auf Platz 61.

## Übersicht
| Jahr | Gastgeberland          | Teilnahme bis …    | Letzte(r) Gegner             | Ergebnis | Trainer       | Bemerkungen und Besonderheiten |
| ---- | ---------------------- | ------------------ | ---------------------------- | -------- | ------------- | --- |
| 1930 | Uruguay                | nicht teilgenommen |                              |          |               | Kein FIFA-Mitglied |
| 1934 | Italien                | nicht teilgenommen |                              |          |               | Kein FIFA-Mitglied |
| 1938 | Frankreich             | nicht teilgenommen |                              |          |               | Kein FIFA-Mitglied |
| 1950 | Brasilien              | nicht teilgenommen |                              |          |               | |
| 1954 | Schweiz                | nicht teilgenommen |                              |          |               | |
| 1958 | Schweden               | nicht teilgenommen |                              |          |               | |
| 1962 | Chile                  | nicht teilgenommen |                              |          |               | |
| 1966 | England                | nicht teilgenommen |                              |          |               | |
| 1970 | Mexiko                 | nicht qualifiziert |                              |          |               | In der Qualifikation in der Gruppenphase an Israel gescheitert, das sich 1970 zum bisher einzigen Mal für eine WM qualifizieren konnte. |
| 1974 | Deutschland            | nicht qualifiziert |                              |          |               | In der Qualifikation in der Gruppenphase an Australien gescheitert, das sich erstmals für die WM qualifizieren konnte. |
| 1978 | Argentinien            | nicht qualifiziert |                              |          |               | In der Qualifikation in der Gruppenphase an Australien gescheitert, das sich auch nicht qualifizieren konnte. |
| 1982 | Spanien                | Vorrunde           | Schottland, UdSSR, Brasilien | 23.      | John Adshead  | Nach drei Niederlagen als Gruppenletzter ausgeschieden. |
| 1986 | Mexiko                 | nicht qualifiziert |                              |          |               | In der Qualifikation in der Gruppenphase an Australien gescheitert, das sich auch nicht qualifizieren konnte. |
| 1990 | Italien                | nicht qualifiziert |                              |          |               | In der Qualifikation in der 2. Runde an Israel gescheitert, das sich auch nicht qualifizieren konnte. |
| 1994 | USA                    | nicht qualifiziert |                              |          |               | In der Qualifikation im Ozeanien-Finale an Australien gescheitert, das sich auch nicht qualifizieren konnte. |
| 1998 | Frankreich             | nicht qualifiziert |                              |          |               | In der Qualifikation erneut im Ozeanien-Finale an Australien gescheitert, das sich auch nicht qualifizieren konnte. |
| 2002 | Südkorea/Japan         | nicht qualifiziert |                              |          |               | In der Qualifikation wieder im Ozeanien-Finale an Australien gescheitert, das sich auch nicht qualifizieren konnte. |
| 2006 | Deutschland            | nicht qualifiziert |                              |          |               | In der Qualifikation in der 2. Runde wieder an Australien gescheitert, das sich nach 1974 erstmals wieder für Ozeanien qualifizieren konnte, danach aber in den asiatischen Verband wechselte. |
| 2010 | Südafrika              | Vorrunde           | Slowakei, Italien, Paraguay  | 22.      | Ricki Herbert | Da sich auch Australien qualifizieren konnte, allerdings für den asiatischen Verband, nahmen erstmals zwei ozeanische Staaten an einer WM teil. Beide schieden aber nach der Vorrunde aus. Neuseeland belegte nach drei Remis ungeschlagen den 3. Gruppenplatz und war damit noch vor Weltmeister Italien platziert. |
| 2014 | Brasilien              | nicht qualifiziert |                              |          |               | Als Sieger der Ozeanienqualifikation spielte die Mannschaft in einer interkontinentalen Playoff-Runde gegen den 4. der CONCACAF-Qualifikation, Mexiko, um einen Platz in der Weltmeisterschaft. Neuseeland verlor das Hinspiel in Mexiko mit 1:5 und das Rückspiel mit 2:4.                                          |
| 2018 | Russland               | nicht qualifiziert |                              |          |               | Neuseeland konnte sich als Sieger der Ozeanien-Qualifikation in den Interkontinental-Playoffs nicht gegen Peru, den Fünften der Südamerika-Qualifikation durchsetzen. |
| 2022 | Katar                  | nicht qualifiziert |                              |          |               | Neuseeland verlor im Juni 2022 im interkontinentalen Play-off gegen Costa Rica mit 0:1. |
| 2026 | Kanada, Mexiko und USA | qualifiziert       |                              |          |               | Aufstockung auf 48 Teams in der WM-Endrunde. Als Sieger der Ozeanienqualifikation wird die Mannschaft 2026 zum dritten Mal an einer Weltmeisterschaft teilnehmen. |

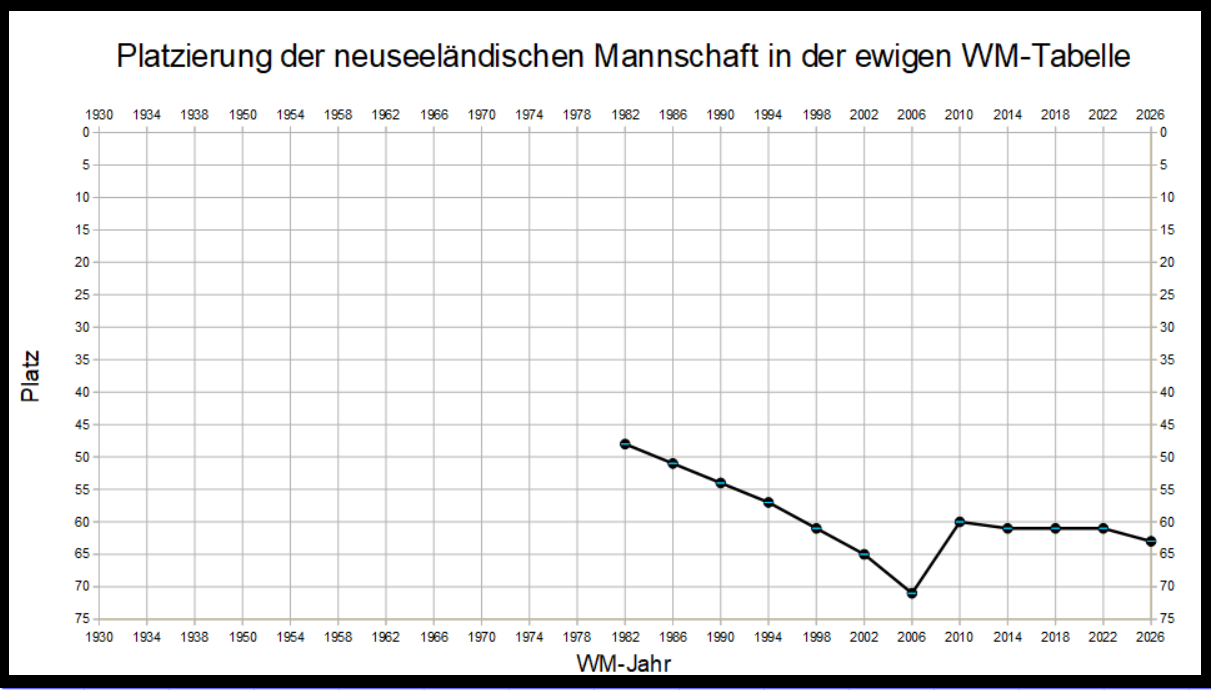
Platzierung der neuseeländischen Mannschaft in der ewigen WM-Tabelle

Statistik (Angaben inkl. Qualifikation 2022: 22 Weltmeisterschaften; Prozentangaben sind gerundet)
- Teilnahmeverzicht: 8× (36,4 %; 1930 bis 1966)
- Nicht qualifiziert: 12× (54,5 %; 1970, 1974, 1978, 1986, 1990, 1994, 1998, 2002, 2006, 2014, 2018 und 2022)
- Sportliche Qualifikation: 2× (9,1 % bzw. bei 14,3 % der Versuche)
  - Vorrunde: 2× (9,1 %; 1982 und 2010)

### 1930 bis 1966
Neuseeland, dessen Fußballverband zwar bereits 1891 gegründet wurde, aber erst 1948 in die FIFA aufgenommen wurde, und das bereits zwischen 1922 und 1927 die ersten Länderspiele ausgetragen hatte, konnte nicht an den ersten drei Weltmeisterschaften teilnehmen. Auch nach Aufnahme in die FIFA verzichtete Neuseeland fünfmal auf die Teilnahme an der WM-Qualifikation.

### 1970 in Mexiko
Für die erste WM in Mittelamerika hatte erstmals auch Neuseeland gemeldet. Zusammen mit Australien, Israel, Japan, Nord- und Südkorea trafen sie in zwei Gruppen der Qualifikation an. Australien setzte sich gegen Japan und Südkorea durch, Neuseeland verlor beide Spiele gegen Israel, das erste WM-Qualifikationsspiel am 28. September 1969 in Tel Aviv mit 0:4 und drei Tage später am gleichen Ort mit 0:2. Die Spiele gegen Nordkorea entfielen, da Nordkorea disqualifiziert worden war, weil es sich weigerte, in Israel zu spielen. Australien verlor dann in Ramat Gan mit 0:1 gegen Israel und kam im Rückspiel in Sydney nur zu einem 1:1. Damit war Israel zum bisher einzigen Mal für die WM-Endrunde qualifiziert.

### 1974 in Deutschland
In der Qualifikation für die erste WM in Deutschland traf Neuseeland in der ersten Runde auf Australien, den Irak und Indonesien und beendete die Gruppe als Letzter. Immerhin wurde gleich im ersten WM-Qualifikationsspiel in Neuseeland am 4. März 1973 in Auckland beim 1:1 gegen Australien der erste Punkt erkämpft. Alle anderen Spiele fanden in Australien statt und zwei weitere Unentschieden bei drei Niederlagen waren dann aber zu wenig. Australien gelang in der Folge die erste Qualifikation für die WM-Endrunde, man scheiterte dort aber bereits in der Vorrunde und musste anschließend 32 Jahre warten, um sich erneut zu qualifizieren.

### 1978 in Argentinien
Für die vierte WM in Südamerika musste Neuseeland in der Qualifikation zunächst gegen Australien und die Republik China antreten. Am 20. März 1977 gelang dabei mit einem 6:0 gegen die Republik China der erste Sieg in einem WM-Qualifikationsspiel und auch das Rückspiel am gleichen Ort wurde drei Tage später mit 6:0 gewonnen. Da es gegen Australien nur zu einem Remis in zwei Spielen reichte, wurde nur der zweite Platz belegt, der nicht zum Weiterkommen reichte. Aber auch Australien konnte den Erfolg von der letzten Qualifikation nicht wiederholen und scheiterte in der letzten Runde als Gruppenvierter.

### 1982 in Spanien
Für die Qualifikation zur WM auf der iberischen Halbinsel, für die den Mannschaften aus Asien und Ozeanien erstmals zwei Plätze zugestanden wurde, musste Neuseeland in der ersten Runde gegen Australien, Indonesien, die Republik China und Fidschi antreten und belegte den ersten Platz. Neuseeland verlor dabei kein Spiel und erzielte 31:3 Tore. In der Finalrunde wurde hinter Kuwait, das sich damit zum bisher einzigen Mal qualifizierte und vor China und Saudi-Arabien der zweite Platz belegt, so dass nach 1974 wieder eine ozeanische Mannschaft an der WM teilnahm.
In Spanien trafen die Neuseeländer in ihrem ersten WM-Spiel auf Schottland und verloren mit 2:5. Steve Sumner gelang dabei mit dem zwischenzeitlichen 1:3 das erste WM-Tor für die Neuseeländer. Gegen die UdSSR folgte ein 0:3 und gegen Rekordweltmeister Brasilien ein 0:4. Damit verabschiedete sich Neuseeland als Gruppenletzter für 28 Jahre von der WM-Bühne.

### 1986 in Mexiko
Für die Qualifikation zur zweiten WM in Mexiko wurden Neuseeland und Australien aus politischen Gründen in eine Gruppe mit Israel und der Republik China gepackt. Der Sieger musste dann noch gegen einen Gruppenzweiten einer europäischen Vierergruppen antreten. Neuseeland konnte den Erfolg von der letzten Qualifikation nicht wiederholen und wurde punktgleich mit Israel aber der schlechteren Tordifferenz nur Dritter und schied damit aus. Gruppensieger Australien konnte sich nicht gegen Schottland durchsetzen, so dass 1986 keine Mannschaft des OFC teilnahm.

### 1990 in Italien
Für die Qualifikation zur zweiten WM in Italien mussten die Neuseeländer zunächst in einer Vorqualifikation gegen die Republik China antreten. Mit zwei Siegen (4:0 und 4:1) gelang der Einzug in die Gruppenphase. In dieser belegte Neuseeland hinter Israel, das letztmals gegen die ozeanischen Mannschaften spielen musste, und Australien nur den dritten Platz. Israel konnte sich dann aber in den Interkontinentalen Playoffs nicht gegen Kolumbien durchsetzen.

### 1994 in den Vereinigten Staaten
Für die Qualifikation zur WM in den USA wurden die Neuseeländer in eine Gruppe mit Fidschi und Vanuatu gelost. Neuseeland setzte sich mit drei Siegen und einem Remis durch und traf dann im Ozeanien-Finale auf Australien. Beide Spiele wurden verloren (0:1 und 0:3). Danach konnte sich Australien aber nicht in der interkontinentalen Qualifikation durchsetzen. Zwar wurde die erste Hürde Kanada genommen, die letzte Hürde, Vizeweltmeister Argentinien, war dann aber zu hoch. Mit einem 1:1 in Sydney und einem 0:1 in Buenos Aires zog sich Australien aber achtbar aus der Affäre.

### 1998 in Frankreich
Die Qualifikation zur zweiten WM in Frankreich verlief ähnlich. In der Gruppenphase setzte sich Neuseeland trotz einer 0:1-Auftaktniederlage gegen Papua-Neuguinea mit drei weiteren Siegen gegen Papua-Neuguinea und Fidschi durch, schied dann aber im Ozeanen-Finale wieder mit zwei Niederlagen gegen Australien aus. In den Play-off-Spielen gegen den Iran schieden die Australier aber nach einem 1:1 in Teheran und einem 2:2 im Heimspiel aufgrund der Auswärtstorregel aus.

### 2002 in Japan und Südkorea
Unter dem Motto „The same procedure as every year“ stand auch die Qualifikation zur ersten WM in Asien. Wieder setzte sich Neuseeland souverän gegen die Mannschaften der pazifischen Inseln Tahiti, Salomonen, Vanuatu und Cookinseln durch und gewann dabei alle vier Spiele. Wie bei den beiden vorherigen Qualifikationen wurde dann aber in zwei Spielen gegen Australien verloren, das dann in den Play-off-Spielen gegen den Südamerika-Fünften Uruguay wieder den Kürzeren zog.

### 2006 in Deutschland
Für die zweite Weltmeisterschaft in Deutschland, die auch deshalb in Deutschland stattfand, weil der neuseeländische FIFA-Vertreter Charles Dempsey sich entgegen der Weisung seines Verbandes bei der entscheidenden Abstimmung der Stimme enthielt, wollten sich schon 12 Mannschaften der OFC qualifizieren, aber immer noch gab es keinen direkten Startplatz. Neuseeland und Australien mussten allerdings erst in der zweiten Runde antreten, die gleichzeitig als OFC-Nationen-Pokal 2004 ausgetragen wurde. Hinter Australien und den Salomonen, die in der dritten Runde nochmals gegeneinander antraten, belegte Neuseeland nur den dritten Platz und schied damit aus. Australien traf nach zwei weiteren Siegen gegen die Salomonen dann wieder auf Uruguay. Das Hinspiel in Montevideo wurde mit 0:1 verloren und das Rückspiel stand nach 90 Minuten 1:0 für Australien. Da in der damit notwendigen Verlängerung kein weiteres Tor fiel, kam es zum Elfmeterschießen, das Australien mit 4:2 gewann. Damit nahm erstmals nach 24 Jahren wieder eine Mannschaft des OFC teil. Australien wechselte aber anschließend in den asiatischen Kontinentalverband, da diesem mittlerweile vier direkte Startplätze zustanden und sie sich dort bessere Chancen ausrechneten, sich direkt zu qualifizieren, was in der Folge auch zweimal gelang.

### 2010 in Südafrika
Die Qualifikation für die erste WM in Afrika war dann die erste, bei der Neuseeland nicht mehr auf Australien traf. Neuseeland war automatisch für die zweite Runde qualifiziert, die gleichzeitig als OFC-Nationen-Pokal ausgetragen wurde, während sich die drei Gegner Neukaledonien, Fidschi und Vanuatu über die Pazifikspiele qualifizieren mussten. Neuseeland setzte sich souverän durch und verlor nur das letzte Spiel gegen Fidschi, nachdem das Weiterkommen bereits feststand. Da den OFC-Mannschaften immer noch kein direkter Startplatz zustand, musste Neuseeland noch gegen Bahrain antreten. Nach einem 0:0 in Manama konnte das Rückspiel in Wellington mit 1:0 gewonnen werden, womit Neuseeland nach 28 Jahren wieder bei der Endrunde dabei war.
In Südafrika erkämpfte die Mannschaft im ersten Gruppenspiel gegen WM-Neuling Slowakei mit einem 1:1 den ersten WM-Punkt. Zur Überraschung aller Experten gelang anschließend auch ein 1:1 gegen Titelverteidiger Italien. Mit einem 0:0 gegen Paraguay im letzten Gruppenspiel hatte Neuseeland zwar keins der drei Spiele verloren, schied aber dennoch als Gruppendritter aus. Immerhin waren sie einen Platz besser platziert als Titelverteidiger Italien, das gegen die Slowakei im letzten Spiel verlor.

### 2014 in Brasilien
In der Qualifikation für die zweite WM in Brasilien musste Neuseeland wieder erst in der zweiten Runde antreten, die als Fußball-Ozeanienmeisterschaft 2012 stattfand. Neuseeland konnte zwar überraschend die Meisterschaft nicht gewinnen, sich aber für die 3. WM-Qualifikationsrunde qualifizieren. In dieser wurden dann Neukaledonien, Tahiti, das die Ozeanienmeisterschaft gewonnen hatte, und die Salomonen mit sechs Siegen in sechs Spielen ausgeschaltet. Anschließend wartete Mexiko, das in der CONCACAF-Qualifikation nur den vierten Platz belegt hatte und damit in die interkontinentalen Play-offs musste. Neuseeland verlor beide Spiele (1:5 und 2:4), so dass 2014 kein OFC-Vertreter teilnahm. Trainer Ricki Herbert trat anschließend von seinem Amt zurück. Sein Nachfolger wurde der Engländer Anthony Hudson.

### 2018 in Russland
Die Ozeanien-Qualifikation lief über drei Runden. Neuseeland begann die Qualifikation in der zweiten Runde und traf dabei im Mai und Juni 2016 auf Fidschi, die Salomonen und Vanuatu. Mit drei Siegen qualifizierte sich Neuseeland für die dritte Runde. In dieser setzten sie sich mit drei Siegen und einem Remis gegen Neukaledonien und wieder Fidschi durch, um anschließend im Finale erneut auf die Salomonen zu treffen. Mit einem 6:1-Heimsieg und einem 2:2 im Auswärtsspiel wurden sie Sieger der OFC-Qualifikation und mussten noch gegen Peru, den Fünften der CONMEBOL-Qualifikation antreten. Nach einem torlosen Remis im Heimspiel verloren sie in Lima mit 0:2 und verpassten damit erneut die Endrunde.

### 2022 in Katar
In der im März 2022 in Katar ausgetragenen Ozeanien-Qualifikation traf Neuseeland in der Gruppe auf Papua-Neuguinea, Fidschi und Neukaledonien. Mit drei Siegen erreichten die Neuseeländer das Halbfinale gegen Tahiti und gewann mit 1:0. Im Finale wurden die Salomonen mit 5:0 besiegt. Mit fünf Toren war Chris Wood bester Torschütze. Da den Ozeaniern kein direkter WM-Startpatz zugestanden wurde, mussten die Neuseeländer noch in den interkontinentalen Play-offs gegen Costa Rica antreten. Bereits nach drei Minuten gerieten sie mit 0:1 in Rückstand und scheiterten in der Folgezeit immer wieder am gegnerischen Torhüter Keylor Navas. In der 69. Minute wurde dann auch noch der neun Minuten zuvor eingewechselte Kosta Barbarouses vom Platz gestellt.

### 2026 in Kanada, Mexiko und den USA
Nach Aufstockung des Teilnehmerfeldes auf 48 wurde der ozeanischen Konföderation erstmals ein fester Startplatz gegeben. In der Ozeanien-Qualifikation musste Neuseeland erst in der zweiten Runde antreten und setzte sich im Herbst 2024 mit drei Siegen gegen Tahiti, Vanuatu und Samoa durch. Im Halbfinale wurde Fidschi im März 2025 mit 7:0 besiegt und im Finale Neukaledonien mit 3:0. Bester Torschütze war der neuseeländische Rekordtorschütze Chris Wood mit neun Toren.

## Rangliste der neuseeländischen WM-Spieler mit den meisten Einsätzen
Aufgrund des großen Abstands zwischen den beiden Teilnahmen gibt es keinen Spieler, der bei zwei Turnieren dabei war. 22 Spieler kamen zu jeweils 3 Spielen. Ricki Herbert nahm aber 1982 als Spieler und 2010 als Trainer teil.

## Rangliste der neuseeländischen WM-Spieler mit den meisten Toren
01. Winston Reid, Shane Smeltz, Steve Sumner und Steve Wooddin – je 1 Tor

## Bei Weltmeisterschaften gesperrte Spieler
- 2010: Ryan Nelsen erhielt im letzten Gruppenspiel die zweite Gelbe Karte. Diese hatte aber keine weitere Wirkung, da Neuseeland ausschied.

## Anteil der im Ausland spielenden Spieler im WM-Kader
Bei der ersten Teilnahme setzte Neuseeland nur fünf in Australien spielende Legionäre ein, bei der zweiten Teilnahme waren es dann schon mehr als die Hälfte im Ausland spielende Spieler, die teilweise aber bei zweit- und drittklassigen Vereinen spielten.
| Jahr (Spiele) | Anzahl (Länder)                                                               | Spieler (Einsätze) |
| ------------- | ----------------------------------------------------------------------------- | --- |
| 1982 (3)      | 5 (in Australien)                                                             | Allan Boath (3), Glenn Dods (2), Steve Sumner (3), Richard Wilson (0), Steve Wooddin (3) |
| 2010 (3)      | 12 (3 in Australien, 1 in Dänemark, 5 in England, 1 Schottland, 2 in den USA) | Jeremy Brockie (1), Glen Moss (0), Shane Smeltz (3); Winston Reid (3); Rory Fallon (3), Chris Killen (3), Ryan Nelsen (3), Tommy Smith (3), Chris Wood (3); Michael McGlinchey (3); Andrew Boyens (0), Jeremy Christie (2) |

## Spiele
- Neuseeland bestritt bisher 6 WM-Spiele, davon wurde keins gewonnen, drei verloren und drei endeten remis.
- Neuseeland traf nie auf den Gastgeber und den späteren Weltmeister, aber einmal (2010) auf den Titelverteidiger.
- Neuseeland traf einmal auf einen WM-Neuling: 2010/Slowakei.
- Alle WM-Spiele der Neuseeländer sind einmalig.
- Neuseeland spielte bisher immer gegen zwei europäische und eine südamerikanische Mannschaft.

| Alle WM-Spiele |            |             |          |               |   |                  |                                                                                                   |
| Nr.            | Datum      | Gegner      | Ergebnis | Anlass        |   | Austragungsort   | Bemerkung                                                                                         |
| 1              | 15.06.1982 | Schottland  | 2:5      | 1. Finalrunde | * | Málaga (ESP)     | Erstes Länderspiel eines OFC-Mitglieds gegen Schottland                                           |
| 2              | 19.06.1982 | Sowjetunion | 0:3      | 1. Finalrunde | * | Málaga (ESP)     | Erstes Länderspiel eines OFC-Mitglieds gegen die Sowjetunion Einziges Spiel gegen die Sowjetunion |
| 3              | 23.06.1982 | Brasilien   | 0:4      | 1. Finalrunde | * | Sevilla (ESP)    | Erstes Länderspiel eines OFC-Mitglieds gegen Brasilien                                            |
| 4              | 15.06.2010 | Slowakei    | 1:1      | Vorrunde      | * | Rustenburg (ZAF) | Erstes Länderspiel gegen die Slowakei                                                             |
| 5              | 20.06.2010 | Italien     | 1:1      | Vorrunde      | * | Nelspruit (ZAF)  |                                                                                                   |
| 6              | 24.06.2010 | Paraguay    | 0:0      | Vorrunde      | * | Polokwane (ZAF)  |                                                                                                   |

Alle drei WM-Niederlagen waren die höchsten Niederlagen der neuseeländische Mannschaft gegen diese Mannschaften:
- Brasilien: Vorrunde 1982 0:4 (zudem ein 0:4 in einem Freundschaftsspiel)
- Schottland: Vorrunde 1982 2:5 (einzige Niederlage gegen Schottland)
- Sowjetunion: Vorrunde 1982 0:3 (einziges Spiel gegen die UdSSR)

## Besonderheiten
- Südlichster Austragungsort eines Qualifikationsspiels: Dunedin (Neuseeland, am 22. März 2013)